# Венерина влас
Венерина влас или девојачка коса (лат. Adiantum capillus-veneris) је врста папрати из породице Adiantaceae, али по неким класификацијама смештена је и у породице Pteridaceae, Sinopteridaceae или Polypodiaceae.

## Опис
Венерина влас је вишегодишња, нежна, зељаста биљка. Ризом јој је соленостеничан кратко-пузећи, покривен рђастомрким узаним љуспама. Листови су светлозелени, дуги од 10 до 60 cm, већином презимљујући. Сви листови су једнаки (трофоспорофили), јајасти или јајасто-ланцетасти, двоструко или тростуко перасти. Петељка је дуга до 25 cm, црна и сјајна, само при основи са два спроводна снопића, који се на предњој страни спајају у четвороугласти снопић. Лиска је широка, листићи последњег режња су веома варијабилни по облику и величини, голи, на танким и нежним дршкама, клинасто објајасти, у доњем делу сужени, црног обода, док су у горњем више или мање урезани, а стерилни само тупо назубљени, са нервима који нису срасли. Соруси су са привидним, полумесечастим индузијумом у групама од 2 до 10 са доње стране листића, на квадратним или бубрежастим ободним режњићима који су нагоре повијени и потпуно их покривају. Споре су тетраедарне.

## Размножавање
Размножава се спорама које сазревају у јулу и августу.

## Распрострањење
Настањује атлантски део Европе, Средоземље, Балканско полуострво, Крим, Кавказ, средњу Азију, северну и источну Африку, Северну и Централну Америку све до Колумбије. 
У Србији живи код Звоначке бање, што представља веома интересантно налазиште. Близина топлог извора и велика влажност станишта очигледно су компензовали континенталност локалне климе, чиме је омогућен опстанак ове осетљиве термохигрофилне папрати далеко од најближих средоземних станишта. Због оваквих специфичних својстава, станиште код Звоначке бање може се окарактерисати као реликтно, јер је остатак древног ареала врсте изван граница Средоземља.

## Станиште
Живи на влажним стенама поред извора прекривеним маховином. У оквиру медитеранског ареала, биљке расту на сеновитим кречњачким стенама, седреним наслагама, зидовима и поткапинама, често обраслим маховином.

## Степен заштите у Србији
Венерина влас је као природна реткост у Србији заштићена Законом (Службени гласник Републике Србије број 66/91, 83/92 и 50/93). Успешно се размножава у ботаничкој башти „Јевремовац“ у Београду, што је значајно за ex situ заштиту ове врсте.

## Галерија
- Венерина влас
- Лист
- Лист са спорама
- Листови са спорама